# Нацистська расова політика
Наци́стська ра́сова полі́тика — політика расової дискримінації і ксенофобії в Третьому Рейху, заснована на концепції расової гігієни.
Політика расової гігієни, що в Третьому Рейху отримала державну підтримку. Євреї були позбавлені прав громадянства, можливості працювати на державній службі, мати приватну практику і власний бізнес, вступати в шлюб з німцями (німкенями) й отримувати освіту в державних навчальних закладах. Їх власність і підприємства реєструвалися та піддавалися конфіскації. Постійно відбувалися акти насильства, й офіційна пропаганда розпалювала (або підігрівала) серед справжніх німців почуття упередження і ненависті до євреїв. Початково Нюрнберзькі расові закони, прийняті німецькими націонал-соціалістами, стосувалися тільки євреїв. Пізніше німецькі нацисти поширили дію Нюрнберзьких расових законів на циган, негрів, слов'ян та представників деяких інших народів. У ході Другої світової війни репресії, що реалізовувалися німецькими націонал-соціалістами за національною та расовою ознакою, стали проводитися не тільки в Німеччині, але і на окупованих нею землях.
Існувала концепція расової гігієни, яка означала необхідність розділяти людей на представників вищої раси і нижчих елементів і необхідність відповідного відбору. За цією концепцією, перших слід було штучно підтримувати, тоді як відтворення другому вимагалося запобігати; змішання же рас дає небажані наслідки. Ця концепція також вимагала проводити стерилізацію алкоголіків, епілептиків, осіб з різними спадковими хворобами, недоумкуватих (розумово відсталих). Прагнення до підтримки «расової гігієни» проявилося в державних програмах примусового винищення різних категорій громадян (див. «Програма умертвіння Т-4»).
|  | Будь-яке расове змішання спотворює гармонійну картину раси. Нордична голова, посаджена на східний тулуб, виглядає неестетично. В додаток до цього — всі ті види шкоди фізичному, і, особливо, душевному здоров'ю, які таїть у собі змішання рас. |

Генріх Гіммлер
Німецькі націонал-соціалісти вважали нордичну расу найвищою расою.
|  | Той, хто хворобливий, неповноцінний фізично і душевно, не має права увічнювати своє страждання в своїх дітях. |

|  | Сильніші покликані панувати, а не змішуватися з більш слабкими, щоб, таким чином, пожертвувати своєю величчю. |

Адольф Гітлер

## Ідейні предтечі
Хоча термін євгеніка був введений лише в 1883 році Френсісом Гальтоном, ідея відбору людей за спадковими ознаками сходить до старовини, й обговорюється, наприклад, у «Державі» Платона.
«Досвід про нерівність людських рас» Жозефа де Гобіно вперше поєднав ідею євгеніки із загальними спостереженнями зовнішніх відмінностей людей різних народів, поклавши початок теоріям расової нерівності (як зовнішньої, так і духовної), що мав успіх в Європі аж до закінчення Другої світової війни.
Гердер, Фіхте (1762—1814) та інші німецькі романтики вважали, що кожний народ має свій власний специфічний геній (духом), відображений у глибокому минулому, який повинен виразити себе в національному дусі (Volksgeist). Національний дух, відповідно до їх філософії, є надсилою і володіє власним духовним всесвітом, чия зовнішня форма проявилася в національній культурі. Подібні ірраціоналістичні вчення стали співвідноситися з вченням про походження. Крім француза Жозефа де Гобіно, великий внесок у подібну філософію вніс і англієць Х'юстон Стюарт Чемберлен (1855—1927). У своїй основній, скандально відомій книзі «Основи XIX століття» («Die Grundlagen des neunzehnten Jahrhunderts»), що вийшла в 1899 р, він розвиває дві основні теми: арійців — як творців і носіїв цивілізації, і євреїв — як негативної расової сили, фактора руйнування і виродження в історії. Певний вплив у розповсюдженні саме такого расизму надав німецький композитор Ріхард Вагнер (1813—1883), який вважав, що героїчний німецький дух був занесений разом з нордичної кров'ю (останнім часом на виконання його музики накладено негласну заборону в Ізраїлі). Згодом юнацьке захоплення Гітлера музикою Вагнера (Кільце Нібелунга) в зрілі роки переросло в шанування його ідей.

## Криза після першої світової війни
На початку XX століття в Німеччині широко розповсюджувалися статті та брошури з викладом расової теорії, які звеличували німецьку і всіляко принижували семітську расу — євреїв. Євреїв відносили до нижчої, «неповноцінної» раси. Підсумки першої світової війни посилили расистські настрої. Письменники-расисти, розчаровані поразкою, оспівували благородного німецького солдата з чистою кров'ю. Євреї зображувалися винуватцями всіх бід, які спіткали Німеччину. Так були сформовані стереотипи позитивного німецького героя-арійця і негативного єврея. Ця теорія переваги рас і була прийнята нацистами.

Ідейний теоретик НСДАП Розенберг писав в 1921 році:
З усіх класів і віросповідань з непереборною силою виростає новий, юний і життєрадісний світогляд. З часом він з'явиться куполом, під яким будуть зібрані і будуть боротися один за одного не всі раси, але всі німецькі племена. Це — ідея народності.
Ця теорія «купола» була згодом розвинена в догму, вчення про новий світогляд. Небагатий програмними положеннями, позбавлений етичних норм, він був універсальним у своїх домаганнях на панування.

## Наукова підтримка антисемітизму
Антисемітські ідеї були підтримані німецькими генетиками (див. Расова гігієна), деякі з них потім зайнялися активною їхньою пропагандою, що служило опорою для влади, яка проводила расову політику.

## Основні принципи расистської ідеології нацистів
1. Віра в перевагу однієї, рідше кількох рас — над іншими. Ця віра зазвичай поєднується з ієрархічною класифікацією расових груп. Так негри були віднесені нацистами до нижчої раси, а євреї взагалі виключалися з ієрархічної драбини і були поставлені у становище «поза законом» (Нюрнберзькі закони, голокост).
2. Ідея, що перевага одних і неповноцінність інших мають біологічну або біоантропологічну природу. Цей висновок випливає з віри в те, що перевага і неповноцінність невикорінні та не можуть бути змінені, наприклад, під впливом соціального середовища чи виховання.
3. Ідея, що колективна біологічна нерівність позначається на суспільному ладі та в культурі і що біологічна перевага виражається у створенні «вищої цивілізації», яка сама по собі вказує на біологічну перевагу. Ця «вища цивілізація» була названа нацистськими ідеологами «тисячолітній райх» або «Третій Рейх». Ця ідея встановлює пряму залежність між біологією і соціальними умовами (з'явилася в євгеніці)[2][6]
4. Віра в законність панування вищих рас над нижчими[2].
5. Віра в те, що є «чисті» раси, і змішання неминуче вправляє на них негативний вплив (занепад, виродження і т. д.). |  | Смертельний же удар завдає змішання з чужорідною кров'ю | Гіммлер[2][7].

## Хронологія подій
29 червня 1933 року Ріхард Дарре, як глава Управління аграрної політики Німеччини видає закон про спадкування, за яким земельні ділянки від 7,5 до 125 гектар можуть довічно закріплюватися за їх власниками і передаватися в спадщину, тільки якщо власники можуть довести чистоту своєї крові до 1800 року. Під дію цього закону потрапляє понад 60 % всієї сільськогосподарської території Німеччини.
В 1933 році генетик-расист Фішер заявив, що з наукової точки зору шлюби і статеві відносини між мешканцями Німеччини євреями і неєвреями небажані, і зажадав ухвалення відповідного закону (вже пізніше в 1941 г. Фішер буде схвалювати план поголовної стерилізації (позбавлення можливості мати потомство) тих німців, чиї дід чи баба були євреями, але цей план так і не був здійснений).
15 жовтня 1934 року партійний лідер Рудольф Гесс створив відомство для вивчення спорідненості при Націонал-соціалістичній робітничій партії Німеччини. Пізніше воно отримало назву «Імперське відомство з вивчення спорідненості». Роботою відомства керувало СС і міністерство юстиції.
У «Нюрнберзьких законах» 1935 року (нім. Nürnberger Gesetze), вводилися правила, за якими визначається приналежність до німецької або єврейської раси: «чистокровними» німцями були німці в чотирьох поколіннях. Євреями вважалися нащадки трьох-чотирьох поколінь євреїв, а між ними знаходилися «напівкровні» першого чи другого ступеня. Якщо предки були юдеями, то нащадки теж були євреями.
Цигани теж сприймалися з точки зору нацистської расової теорії як загроза расової чистоті німців. Оскільки офіційна пропаганда проголошувала німців представниками чистої арійської раси, які прийшли з півночі і захопили Індію, відома складність для теоретиків нацизму полягала в тому, що цигани, взагалі кажучи, є куди як більше безпосередніми вихідцями з Індії; вони близькі до її нинішнього населення з об'єктивної расової точки зору і розмовляють мовою індоарійської групи — отже цигани, принаймні ніяк не менші арійці, ніж самі німці. Вихід був знайдений у рішенні, відповідно до якого цигани, які живуть в Європі, становлять собою плід змішання арійського племені з найнижчими расами всього світу — це ніби пояснює їх бродяжництво та асоціальність. Про це писав і нацистський расовий теоретик Ганс Гюнтер. Спеціальна комісія рекомендувала відокремлення «циганства» (Zigeunertum) від німецького народу.
З березня 1936 року на циган були поширені положення «нюрнберзьких законів», які раніше поширювалися лише на євреїв: їм також було заборонено вступати в шлюби з німцями і брати участь у виборах, а також з циган було знято громадянство Третього Рейху. При цьому «расово чисті цигани» (обрані з числа циган-сінті за ознакою поєднання зовнішності і поведінки, визнаного позитивним) мали ті ж права, що й німці, за винятком права вступати в шлюб з німцями, а «цигани-напівкровні» (всі цигани-роми й більшість циган-сінті) прирівнювалися до євреїв як «руйнівники культури».
Головне управління СС з питань раси і поселення розробило методику расового відбору в СС, а також Шлюбний кодекс СС, який забороняв есесівцям одружуватися на не чистокровних арійках. В 1936 році Ріхард Дарре публікує книгу «Кров і ґрунт, головна ідея націонал-соціалізму», де пропагує єдність німецької раси і її життєвого простору (див. також План «Ост»).
15 листопада 1938 року єврейським дітям забороняється відвідувати німецькі школи.
Наявність євреїв у родоводі компрометувала. Всі ці факти входили в досьє Гіммлера.
Група авторів за завданням Генрі Форда склала й опублікувала під його ім'ям книгу «Міжнародне єврейство», згодом використану нацистською пропагандою. Так поступово створювався образ ворожого світового єврейства (нім. Weltfeind світового ворога), розтиражований згодом.
У расову теорію нацистів входив розділ генетики — євгеніка (прийняла в Німеччині назву расова гігієна), згідно з якою суворі правила відтворення повинні були привести до поліпшення німецької раси і зупинити зростання нижчих представників, які розмножувалися набагато швидше, згідно з прихильниками євгеніки.
Продовженням розвитку євгенічних понять стала реалізація німецькими нацистами в 1940 році програми T-4 щодо стерилізації та фізичного знищення «неповноцінних елементів» — в основному, пацієнтів психіатричних лікарень, в тому числі й дітей, які страждають психічними захворюваннями, а також осіб, які страждають від вроджених дефектів, у тому числі дітей-калік. У рамках цієї програми в одній тільки Німеччині було знищено 275 тис. осіб.
Потім була побудована мережа таборів смерті для знищення цілих народів, що не задовольняють расову теорію. У першу чергу нацисти знищували євреїв, циган. Нацисти проводили масові розстріли за національною ознакою, також відправляли людей в табори смерті для фізичного знищення. Там були замучені з особливою жорстокістю або вбиті в газових камерах, спалені живцем мільйони осіб.
Політичний заповіт Гітлера, написаний ним 29 квітня 1945 року за кілька днів до смерті, містить такі слова:
|  | Над усе я вимагаю від керівників і народу неухильно дотримуватися расових законів і безжально боротися зі всюдисущим отруйником всіх народів — світовим єврейством |

Програми, обумовлені німецькою євгенікою, що виразилися в нацистській расовій політиці і проводилися в рамках запобігання «виродження» німецького народу («нордичної раси»):
- Програма евтаназії Т-4 — знищення психічно хворих і взагалі хворих понад 5 років, як непрацездатних;
- Репресії гомосексуалів;
- Лебенсборн — народження і виховання в дитячих будинках дітей від осіб, що пройшли расовий відбір, тобто мають переважно нордичне походження і не мають неєвропейських расових домішок;
- «Остаточне вирішення єврейського питання» (тотальне знищення євреїв, див. також Голокост, айнзатцгрупи).

## Дискримінаційна расова політика нацистів щодо слов'ян

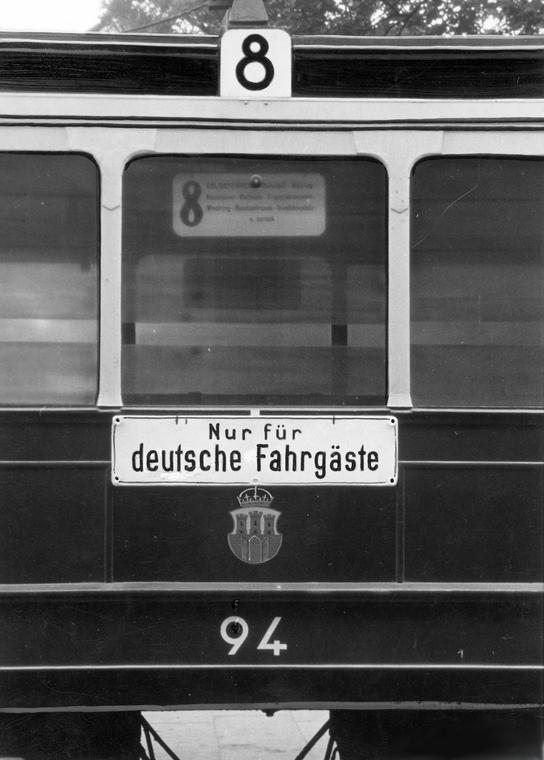
Надпис «Тільки для німців» на трамвайному вагоні в окупованому Кракові.

Адольф Гітлер у своїй книзі «Майн Кампф» негативно висловлювався щодо слов'ян, вважав їх нижчою расою та неодноразово відзначав, що майбутня німецька колонізація земель має відбуватися на східних землях, заселених слов'янами, тобто на землях «життєвого простору на Сході». Керуючись принципом «Дранґ нах Остен», основним вектором німецької експансії Адольф Гітлер визначив східний напрям. Також Гітлер у власній статті з назвою «Козаки. Німецькі сліди на Сході» вважав козаків продуктом змішування нордичних та динарських народностей, потомками германців. Описуючи організацію та звичаї козаків, які, він вважав, є притаманні для германських народів, одночасно він зазначав, що немає відомостей про слов'янске право та слов'янські звичаї у козаків.
Німці в Третьому Рейху та окупованих територіях піддавали дискримінації поляків, сербів, українців та представників інших народів. Німецькі нацисти в окупованих містах ввели режим расової сегрегації: слов'янам та представникам інших народів не дозволялось користуватись закладами побуту та транспорту для німців, відповідно позначеними надписами «Nur für Deutsche» («Тільки для німців»). В окупованому Києві німці викинули киян з найкращих квартир, в які самі вселились, та пізніше заборонили киянам користуватись трамваями, ними могли їздити тільки німці. На початку окупації гітлерівці дозволили культурне життя в Києві, але і відразу почали його придушувати, німці пограбували музеї Києва.
Окуповані нацистами території, зокрема, територія Райхскомісаріату Україна піддавались жорстокому пограбуванню та експлуатації, для населення була встановлена трудова повинність. Німецька окупаційна влада застосовувала масові репресії до жителів окупованих територій за найменші прояви нелояльності. Гітлерівці планували перетворити Україну в колонію та заселити її німцями.
В документі NO-1880 Нюрнберзького процесу з назвою «Роздуми щодо ставлення до людей чужих рас» рейхсфюрер СС Генріх Гіммлер зазначив, що такі слов'янські етнічні групи на завойованому в 1940 році німцями Сході (Генерал-губернаторстві), як поляки, гуралі, українці, лемки, білоруси та інші, повинні з часом зникнути шляхом дроблення у менші етнічні групи та шляхом асиміляції в німців їхніх расово цінних людей. В документі NO-1880 зазначено, що для цих етнічних груп не потрібно вищої школи, вони тільки можуть мати елементарну школу, яка вчить рахувати до 500, писати власне ім'я, вчить підкорятись німцям і бути чесними, працьовитими та добрими; читання для цих етнічних груп вважалось непотрібним.
4 жовтня 1943 року у місті Познань рейхсфюрер СС Генріх Гіммлер виголосив промову перед найвищими офіцерами СС, у якій, зокрема, звучали сентенції антислов'янського змісту та заклики до жорстокого ставлення щодо слов'янського населення окупованих територій. В ній, зокрема, зазначалось, що «слов'яни — це суміш народів з нижчих рас з вкрапленнями нордичної крові». Ця промова була введена як звинувачувальний документ 1919-PS під час засідань Нюрнберзького трибуналу та наступних судових процесів щодо злочинів, скоєних функціонерами Третього Рейху. Автентичність її не раз підтверджували як підсудні, так і свідки під час судових дебатів на інших трибуналах, на яких розглядались злочини нацистських функціонерів. Початок повного тексту промови Гіммлера перед вищими офіцерами СС — на 110-й сторінці 29-го тому матеріалів Нюрнберзького процесу.
Альфред Розенберг, який очолював Міністерство окупованих східних територій Третього Рейху, 17 квітня 1946 року на Нюрнберзькому процесі підтвердив, що отримав 23-го липня 1942 року від керівника партійної канцелярії Мартіна Бормана, який був найближчим соратником Гітлера, листа з вказівками щодо жорстокого ставлення до слов'ян на окупованих східних територіях. В цьому документі, зокрема, зазначалось, що слов'яни повинні працювати на німців. Ці вказівки Мартіна Бормана в його листі до Альфреда Розенберга були викладені в меморандумі Міністерства східних окупованих територій, який значиться в матеріалах Нюрнберзького трибуналу як документ R-36.
Нацистським документом 3257-PS з судового процесу над айзнатцгрупами (англ. The Einsatzgruppen Case) було передбачено збирання надлишків сільськогосподарської продукції для Рейху, що означало намір знищити населення великих міст України та зменшити раціон для українців і сільського населення України.
В матеріалах Нюрнберзького трибуналу також містяться інші документи, які підтверджують дискримінаційну расову політику Третього Рейху щодо слов'ян.
В Третьому Рейху під час війни в 1942 році управлінням СС була видана брошура з назвою «Der Untermensch» («Недолюдина») з антисемітським та антислов'янським змістом. В цій брошурі змальовані гарні люди європейських народів, котрі порівнються та протиставляються "загрозі, яку несе Європі кероване єврейськими вождями населення жорстоких та огидних «недолюдей» в СРСР.
Дискримінаційна расова політика нацистів щодо слов'ян розглядалася на судовому процесі (трибуналі) над нацистськими функціонерами, які займалися расовою та переселенською політикою Третього Рейху (англ. The "RuSHA Case")
Нацистами реалізовувалася політика германізації (онімечення) невеликої частини слов'ян, яких нацисти відповідно до встановлених расових критеріїв вважали «расово повноцінними», тобто зі значною складовою нордичої крові. Зокрема, гітлерівці викрадали слов'янських дітей з нордичними ознаками (блондинів з голубими очима) з метою наступного усиновлення та германізації їх у німецьких сім'ях. Така нацистська расова політика германізації «расово повноцінних» слов'ян також розглядалася як звинувачення нацистським функціонерам, які проводили нацистську расову політику.
Відповідно до даних повоєнних обласних архівів, нацисти в Україні спалили 1337 сіл та знищили 50 тисяч людей в селах, більшість з яких були діти, жінки та старші люди.
Під час війни декілька мільйонів слов'ян (остарбайтерів) було вивезено на примусову роботу в Третій Рейх, де вони працювали в значно гірших умовах та утримували значно меншу заробітну плату, аніж німці (детальніше: Остарбайтери). Щодо поляків та східних остарбайтерів діяли принизливі заборони на вільне пересування поза таборами проживання, користування побутом, відвідування німецьких культурних заходів та спілкування з німцями. Остарбайтерам було заборонено карою смерті вступати в статеві відносини з німцями (документ Нюрнберзького трибуналу 3040-PS).
Гітлерівці в концентраційних таборах вбили голодом та тортурами майже три мільйони радянських військовополонених, переважна більшість з яких мала слов'янське та азійське походження.
Кінцева расова політика нацизму щодо східних слов'ян була втілена в Генеральному плані «Ост», який передбачав депортацію слов'ян, перетворення їх на обслуговуючий персонал для німців і часткове їх онімечення. 
При цьому слід зазначити, що в 1943 році, після важких поразок на Східному фронті, нацисти, офіційно не визнаючи слов'янські та азійські народи арійцями, дозволили їм, крім поляків, служити в Ваффен-СС (див. Колабораціонізм у Другій світовій війні).

## У творах мистецтва
- х/ф «Магазин на площади» (ЧССР, 1965)